# Чемпіонат Європи з легкої атлетики в приміщенні 1996
Чемпіонат Європи з легкої атлетики в приміщенні 1996 відбувся 8–10 березня в Стокгольмі в палаці «Глобен».
У Стокгольмі вперше в історії легкоатлетичних чемпіонатів Європи в приміщенні жінки розігрували медалі у стрибках з жердиною. Водночас, порівняно з попередніми чемпіонатами, з програми змагань були прибрані дисципліни спортивної ходьби.

## Призери

### Чоловіки
| Дисципліни            | Золото                                     | Золото  | Срібло                           | Срібло  | Бронза                       | Бронза  |
| --------------------- | ------------------------------------------ | ------- | -------------------------------- | ------- | ---------------------------- | ------- |
| 60 метрів             | Марк Блюме Німеччина                       | 6,62    | Джейсон Джон Велика Британія     | 6,64    | Петер Карлссон Швеція        | 6,64    |
| 200 метрів            | Ерік Веймерс Бельгія                       | 21,04   | Алексіс Алексопулос Греція       | 21,05   | Торб'єрн Ерікссон Швеція     | 21,07   |
| 400 метрів            | Дуейн Лейдеджо Велика Британія             | 46,12   | П'єр-Марі Ілер Франція           | 46,82   | Ашраф Сабер Італія           | 46,86   |
| 800 метрів            | Роберто Парра Іспанія                      | 1.47,74 | Джузеппе д'Урсо Італія           | 1.48,04 | Войцех Калдовський Польща    | 1.48,40 |
| 1500 метрів           | Матео Каньєльяс Іспанія                    | 3.44,50 | Ентоні Вайтмен Велика Британія   | 3.44,78 | Абделькадер Шехемані Франція | 3.45,96 |
| 3000 метрів           | Анаклето Хіменес Іспанія                   | 7.50,06 | Крістоф Імпен Бельгія            | 7.50,19 | Панайотіс Папуліас Греція    | 7.50,80 |
| 60 метрів з бар'єрами | Ігор Казанов Латвія                        | 7,59    | Гунтіс Педерс Латвія             | 7,65    | Джонатан Нсенга Бельгія      | 7,66    |
| Стрибки у висоту      | Драгутін Топич Союзна Республіка Югославія | 2,35    | Леонід Пумалайнен Росія          | 2,33    | Стейнар Хоен Норвегія        | 2,31    |
| Стрибки з жердиною    | Дмитро Марков Білорусь                     | 5,85    | Віктор Чистяков Росія            | 5,80    | Петро Бочкарьов Росія        | 5,80    |
| Стрибки у довжину     | Маттіас Суннеборн Швеція                   | 8,06    | Богдан Тудор Румунія             | 8,03    | Спиридон Васдекіс Греція     | 8,03    |
| Потрійний стрибок     | Маріс Бружикс Латвія                       | 16,97   | Френсіс Агієпонг Велика Британія | 16,93   | Армен Мартиросян Вірменія    | 16,74   |
| Штовхання ядра        | Паоло даль Сольйо Італія                   | 20,50   | Дірк Урбан Німеччина             | 20,04   | Олівер-Свен Будер Німеччина  | 19,91   |
| Семиборство           | Еркі Ноол Естонія                          | 6188    | Томаш Дворжак Чехія              | 6114    | Йон Арнар Магнуссон Ісландія | 6069    |

### Жінки
| Дисципліни            | Золото                      | Золото  | Срібло                     | Срібло  | Бронза                     | Бронза  |
| --------------------- | --------------------------- | ------- | -------------------------- | ------- | -------------------------- | ------- |
| 60 метрів             | Екатеріні Тану Греція       | 7,15    | Одіа Сідібе Франція        | 7,15    | Єрнея Перц Словенія        | 7,28    |
| 200 метрів            | Сандра Маєрс Іспанія        | 23,15   | Еріка Суховська Чехія      | 23,16   | Златка Георгієва Болгарія  | 23,40   |
| 400 метрів            | Гріт Броєр Німеччина        | 50,81   | Ольга Котлярова Росія      | 51,70   | Тетяна Чебикіна Росія      | 51,71   |
| 800 метрів            | Патрісія Джате Франція      | 2.01,71 | Стелла Йонгманс Нідерланди | 2.01,88 | Світлана Мастеркова Росія  | 2.02,61 |
| 1500 метрів           | Карла Сакраменту Португалія | 4.08,95 | Катерина Подкопаєва Росія  | 4.09,65 | Малгожата Ридзь Польща     | 4.10,50 |
| 3000 метрів           | Фернанда Рібейру Португалія | 8.39,48 | Сара Ведлунд Швеція        | 8.50,32 | Марта Домінгес Іспанія     | 8.53,34 |
| 60 метрів з бар'єрами | Патрісія Жирар Франція      | 7,89    | Бригита Буковець Словенія  | 7,90    | Монік Турре Франція        | 8,09    |
| Стрибки у висоту      | Аліна Астафей Німеччина     | 1,98    | Нікі Бакоянні Греція       | 1,96    | Ольга Большова Молдова     | 1,94    |
| Стрибки з жердиною    | Вала Флосадоттір Ісландія   | 4,16    | Крістіне Адамс Німеччина   | 4,05    | Габріела Міхалча Румунія   | 4,05    |
| Стрибки у довжину     | Рената Нільсен Данія        | 6,76    | Олена Сінчукова Росія      | 6,75    | Клаудія Герхардт Німеччина | 6,74    |
| Потрійний стрибок     | Іва Пранджева Болгарія      | 14,54   | Шарка Кашпаркова Чехія     | 14,50   | Ольга Васдекі Греція       | 14,30   |
| Штовхання ядра        | Астрід Кумбернусс Німеччина | 19,79   | Ірина Худорошкіна Росія    | 19,07   | Валентина Федюшина Україна | 18,90   |
| П'ятиборство          | Олена Лебеденко Росія       | 4685    | Уршула Влодарчик Польща    | 4597    | Ірина Вострикова Росія     | 4545    |

## Медальний залік
| Місце                | Країна                      | Золото | Срібло | Бронза | Загалом |
| -------------------- | --------------------------- | ------ | ------ | ------ | ------- |
| 1                    | Німеччина                   | 4      | 2      | 2      | 8       |
| 2                    | Іспанія                     | 4      | 0      | 1      | 5       |
| 3                    | Франція                     | 2      | 2      | 2      | 6       |
| 4                    | Латвія                      | 2      | 1      | 0      | 3       |
| 5                    | Португалія                  | 2      | 0      | 0      | 2       |
| 6                    | Росія                       | 1      | 6      | 4      | 11      |
| 7                    | Велика Британія             | 1      | 3      | 0      | 4       |
| 8                    | Греція                      | 1      | 2      | 3      | 6       |
| 9                    | Швеція                      | 1      | 1      | 2      | 4       |
| 10                   | Італія                      | 1      | 1      | 1      | 3       |
| 10                   | Бельгія                     | 1      | 1      | 1      | 3       |
| 12                   | Ісландія                    | 1      | 0      | 1      | 2       |
| 12                   | Болгарія                    | 1      | 0      | 1      | 2       |
| 14                   | Союзна Республіка Югославія | 1      | 0      | 0      | 1       |
| 14                   | Білорусь                    | 1      | 0      | 0      | 1       |
| 14                   | Данія                       | 1      | 0      | 0      | 1       |
| 14                   | Естонія                     | 1      | 0      | 0      | 1       |
| 18                   | Чехія                       | 0      | 3      | 0      | 3       |
| 19                   | Польща                      | 0      | 1      | 2      | 3       |
| 20                   | Румунія                     | 0      | 1      | 1      | 2       |
| 20                   | Словенія                    | 0      | 1      | 1      | 2       |
| 22                   | Нідерланди                  | 0      | 1      | 0      | 1       |
| 23                   | Вірменія                    | 0      | 0      | 1      | 1       |
| 23                   | Молдова                     | 0      | 0      | 1      | 1       |
| 23                   | Норвегія                    | 0      | 0      | 1      | 1       |
| 23                   | Україна                     | 0      | 0      | 1      | 1       |
| Загалом (26 збірних) | Загалом (26 збірних)        | 26     | 26     | 26     | 78      |

## Відео
- Відеозвіт на YouTube

## Виступ українців
| Чоловіки (11) | Чоловіки (11)       | Чоловіки (11) | Чоловіки (11)    |
| Місце         | Атлет               | Дисципліна    | Результат        |
| ------------- | ------------------- | ------------- | ---------------- |
|               | Олександр Багач     | ядро          | 19,65 (19,83)[a] |
|               | Андрій Немчанінов   | ядро          | 19,26            |
|               | В'ячеслав Тиртишник | висота        | 2,15 (2,22)      |
| пф            | Олександр Стрельцов | 60 м          | 6,94 (6,76)      |
| пф            | Володимир Білоконь  | 60 м з/б      | 7,77 (7,75)      |
| заб           | Олександр Стрельцов | 200 м         | 21,57            |
| кв            | Сергій Колесник     | висота        | 2,15             |
| кв            | Юрій Білоног        | ядро          | 18,73            |

| Жінки (8)[b] | Жінки (8)[b]       | Жінки (8)[b] | Жінки (8)[b] |
| Місце        | Атлетка            | Дисципліна   | Результат    |
| ------------ | ------------------ | ------------ | ------------ |
| 3            | Валентина Федюшина | ядро         | 18,90        |
|              | Олена Говорова     | потрійний    | 13,75        |
|              | Анжела Балахонова  | жердина      | 3,85         |
|              | Олена Хлопотнова   | довжина      | 6,27 (6,49)  |
| пф           | Ірина Пуха         | 60 м         | 7,40 (7,37)  |
| заб          | Яна Мануйлова      | 400 м        | DQ           |
| кв           | Ірина Михальченко  | висота       | 1,88         |
| кв           | Ольга Бойко        | потрійний    | 13,40        |

a  Тут і надалі у дужках вказаний більш високий результат, що був показаний на попередній стадії змагань (у забігу чи кваліфікації).

b  До участі у змаганнях з бігу на 60 метрів з бар'єрами була також заявлена харків'янка Надія Бодрова, проте вона не вийшла на старт попереднього забігу (DNS).